# Абай (Єгіндикольський район)
Аба́й (каз. Абай) — село у складі Єгіндикольського району Акмолинської області Казахстану. Адміністративний центр та єдиний населений пункт Абайського сільського округу.
Населення — 105 осіб (2021; 170 у 2009, 506 у 1999, 1090 у 1989).
Національний склад станом на 1989 рік:
- казахи — 37 %;
- росіяни — 35 %.